# The Mighty Mighty Bosstones
The Mighty Mighty Bosstones — американская ска-группа из Бостона, одни из пионеров жанра ска-кор. Группа выпустила семь студийных альбомов, три мини-альбома, а также концертный альбом.

## История
Группа была образована в 1983 году в Бостоне, первоначальный состав — Тим Бридвелл, Дик Баррет, Нэт Альберт, Джо Джиттлман, Тим Бёртон. Первые несколько лет группа собиралась и выступала крайне нерегулярно, первый альбом «Devil’s Night Out» (с англ. — «Вечеринка дьявола») был записан в 1989 году, а выпущен в 1991.
В 1992 году выходит второй альбом «More Noise and Other Disturbances» (с англ. — «Шум и прочий беспорядок»). К группе к тому времени добавились Кевин Ленеар (саксофон) и Деннис Брокенборроу (тромбон). За ударные сел Джо Страйс. Группа набирает популярность и в 1993 году переходят к крупному лейблу «Mercury Records». В том же году члены группы снимаются в телерекламе фирмы «Converse».

### Возвращение на сцену (с 2007 по настоящее время)
15 мая 2008 года стало известно, что The Mighty Mighty Bosstones будет принимать участие в туре по США в июле с Dropkick Murphys. Во время тура The Mighty Mighty Bosstones сделал три остановки для игр Boston Red Sox. 20 октября 2008 года на сайте объявили, что они вернутся в Кембридж, чтобы сыграть на одиннадцатом Hometown Throwdown festival 26-29 декабря.
Осенью 2008 года группа появилась на Rock Band 2 с перезаписанной версией "Where'd You Go?" которую группа перезаписала в начале этого года.
4 ноября 2008 года, на MySpace появилось объявление о записи нового альбома, а также были доступны для прослушивания две новые песни: "The Impossible Dream" и "Next to Nothing". 29 июля 2009 года группа объявила о завершении записи альбома. 16 октября 2009 года, было объявлено название альбома Pin Points and Gin Joints, и можно было бесплатно скачать песню "Graffiti Worth Reading". Альбом вышел 8 декабря 2009 года.
Группа продолжала гастролировать в течение лета 2009 года с шоу в Буффало, Провиденсе, Асбери-Парке, Сиэтле, Сан-Франциско, Анахайме, Хэмптон-Бич и Виктории  где они выступили на фестивале Victoria Ska Fest с Voodoo Glow Skulls, The Slackers и Chris Murray. Группа гастролировала в течение лета 2010 года с Teenage Bottlerocket и The Flatliners. Они также провели свой ежегодный Hometown Throwdown festival в течение трех ночей в декабре 2010 года.
В августе 2011 года, Крис Родос разместил объявление на Facebook о том, что The Mighty Mighty Bosstones начал работу над своим новым альбомом под названием The Magic of Youth, который был выпущен 6 декабря 2011 года.

## Состав

### Участники
- Дик Баррет (Dicky Barrett) — вокал
- Джо Джиттлман (Joe Gittleman) — бас
- Тим Бёртон (Tim «Johnny Vegas» Burton) — саксофон
- Бен Карр (Ben Carr) — менеджер
- Джо Сируа (Joe Sirois) — ударные, перкуссия
- Кевин Линер (Kevin Lenear) — саксофон
- Лоуренс Кац (Lawrence Katz) — гитара
- Крис Родес (Chris Rhodes) — тромбон

### Бывшие участники
- Роман Флейшер (Roman Fleysher) — саксофон
- Нэт Альберт (Nate Albert) — гитара
- Деннис Брокенборроу (Dennis Brockenborough) — тромбон
- Патрик Оконнор (Patrick O’Connor) — hired gun
- Джош Далсимер (Josh Dalsimer) — ударные
- Брайан Двайер (Brian Dwyer) — труба
- Тим Брайдвелл (Tim Bridewell) — тромбон
- Кевин Стивенсон (Kevin P. Stevenson) — гитара
- Дэйв Аронов (Dave Aaronoff) — клавишные
- Следж Бёртон (Sledge Burton) — труба

## Дискография
- Devil’s Night Out (1989)
- More Noise and Other Disturbances (1991)
- Don’t Know How to Party (1993)
- Ska-Core, Devil And More (1993)
- Question the Answers (1994)
- Let’s Face It (1997)
- Live from the Middle East (1998)
- Pay Attention (2000)
- A Jackknife to a Swan (2002)
- The Mighty Mighty Bosstones & Madcap - Split EP (2002)
- Medium Rare (2007)
- The Route That I Took (2009)
- The Magic Of Youth (2011)
- While We're At It (2018)